# فل بوهوس
فل بوهوس (بالألمانية: Phil Bauhaus )‏ (و. 1994  م) هو راكب دراجة هوائية ألماني، ولد في بوخولت.

## سباقات أو مراحل فاز بها
| التاريخ        | السباق                           | المركز                                           |
| -------------- | -------------------------------- | ------------------------------------------------ |
| 26 أبريل 2014  | 2014 ZODC Zuidenveldtour         |                                                  |
| 02 مايو 2014   | سكايف لوبيت 2014                 | الفائز في التصنيف العام                          |
| 18 مايو 2014   | Velothon Berlin 2014             | السابع في التصنيف العام                          |
| 07 سبتمبر 2014 | 2014 Kernen Omloop Echt-Susteren | الفائز في التصنيف العام                          |
| 18 مارس 2016   | هاندزام الكلاسيكي 2016           | العاشر في التصنيف العام                          |
| 31 يوليو 2016  | طواف الدنمارك 2016               | العاشر في تصنيف النقاط، التاسع في تصنيف أفضل شاب |
| 23 أغسطس 2016  | غروت بريجس ستاد زوتيجم 2016      | الرابع في التصنيف العام                          |
| 15 مارس 2017   | سباق نوكير كويرز 2017            | الرابع في التصنيف العام                          |
| 11 يونيو 2017  | كريثيديا دو دوفين 2017           | الثاني في تصنيف النقاط                           |
| 13 أغسطس 2017  | طواف بينك بانك 2017              | العاشر في تصنيف النقاط                           |
| 16 سبتمبر 2017 | دانمارك روندت 2017               | الثامن في تصنيف النقاط                           |
| 15 سبتمبر 2019 | كوبا بيرنوشي 2019                | الفائز في التصنيف العام                          |
| 08 فبراير 2020 | طواف السعودية 2020               | الفائز في التصنيف العام                          |
| 16 مايو 2021   | طواف المجر 2021                  | الأول في تصنيف النقاط                            |

## روابط خارجية
- فل بوهوس على موقع الاتحاد الدولي للدراجات (الإنجليزية)
- فل بوهوس على موقع أرشيف الدراجات (الإنجليزية)
- فل بوهوس على موقع إحصائيات الدراجات الإحترافية (الإنجليزية)
- فل بوهوس على موقع نسبة الدراجات (الإنجليزية)
- فل بوهوس على موقع CycleBase (الإنجليزية)